# Джулдасов, Лесбек Байнбетович
Лесбек Байнбетович Джулдасов (1920—1980) — лейтенант Рабоче-крестьянской Красной Армии, участник Великой Отечественной войны, Герой Советского Союза (1945).

## Биография
Лесбек Джулдасов родился 11 февраля 1920 года в селе Кызыласкер (ныне — Южно-Казахстанская область Казахстана) в крестьянской семье. Происходит из рода кият племени шанышкылы. После окончания начальной школы работал в колхозе. В 1940 году Джулдасов был призван на службу в Рабоче-крестьянскую Красную Армию. С 1941 года — на фронтах Великой Отечественной войны. В 1944 году он окончил курсы младших лейтенантов. К декабрю 1944 года лейтенант Лесбек Джулдасов командовал взводом 1077-го стрелкового полка 316-й стрелковой дивизии 46-й армии 2-го Украинского фронта. Отличился во время освобождения Венгрии.
В ночь с 4 на 5 декабря 1944 года Джулдасов одним из первых в своём подразделении переправился через Дунай и принял активное участие в захвате плацдарма. За последующие сутки взвод Джулдасова отразил пятнадцать мощных контратак вражеских подразделений. В боях Джулдасов получил ранение, но поля боя не покинул, продолжая сражаться. Действия взвода и его командира способствовали успешному удержанию и расширению плацдарма.
Указом Президиума Верховного Совета СССР от 24 марта 1945 года за «мужество и героизм, проявленные в боях» лейтенант Лесбек Джулдасов был удостоен высокого звания Героя Советского Союза с вручением ордена Ленина и медали «Золотая Звезда» за номером 7623.
После окончания войны Джулдасов был уволен в запас. Вернулся на родину. Окончил педагогический институт, после чего был директором средней школы. Скончался 12 августа 1980 года.
Был также награждён орденом Отечественной войны 2-й степени и рядом медалей.